# Uvaria microcarpa
Uvaria microcarpa là loài thực vật có hoa thuộc họ Na. Loài này được Champ. ex Benth. miêu tả khoa học đầu tiên năm 1851.